# Ебола (река)
Ебола, позната и под именом Легбала, река је у ДР Конгу, притока реке Конго. У њеној близини је пронађен ебола вирус по којем је река и добила име.